# Duran Duran (1981년 음반)
| 전문가 평가                       | 전문가 평가 |
| 평가 점수                         | 평가 점수   |
| 출처                              | 점수        |
| --------------------------------- | ----------- |
| AllMusic                          | [ 5 ]       |
| The Encyclopedia of Popular Music | [ 6 ]       |
| Record Mirror                     | [ 7 ]       |
| The Rolling Stone Album Guide     | [ 8 ]       |
| Smash Hits                        | 4/10        |
| Sounds                            | [ 10 ]      |
| Spin Alternative Record Guide     | 8/10        |

《Duran Duran》은 EMI를 통해 1981년 6월 15일에 발매된 영국의 팝 록 밴드 듀란 듀란의 데뷔 스튜디오 음반이다. 콜린 서스턴이 프로듀싱한 이 음반은 1980년 12월부터 1981년 1월 사이에 런던과 옥스퍼드셔주에서 녹음되었다. 인스트루멘탈 트랙은 빠르게 녹음되었지만 보컬리스트 사이먼 르 봉은 처음에 스튜디오에서 노래하는 데 어려움을 겪었고, EMI 직원 데이브 앰브로즈가 개입하기 전에 그를 교체하는 것에 대한 논의로 이어졌다.
데이비드 보위, 휴먼 리그, 재팬 그리고 시크와 같은 아티스트들의 영향을 받은 《Duran Duran》은 디스코, 펑크 그리고 댄스의 요소들과 함께 합성가가 이끄는 팝 곡들과 더 분위기 있는 트랙들이 혼합되어 있다. 르 봉의 신비로운 가사는 젊은 시절의 고통과 혼란부터 밴드의 목표와 야망까지 주제들을 다룬다. 음반과 싱글 음반의 커버 아트는 맬컴 가렛이 디자인했다.
이 음반을 위해 세 개의 싱글이 등장했는데, 각각 뮤직 비디오로 홍보되어 음반이 영국에서 3위를 차지하고 118주 동안 100위 안에 유지되도록 도왔다. 〈Girls on Film〉의 성적으로 도발적인 비디오는 논란이 되었고, 미국에서 새로운 MTV 채널에 대한 홍보를 만들었다. 캐피틀 레코드 자회사인 하비스트 레코드의 미국에서의 초기 발매는 실패했다. 1983년 밴드의 명성이 절정에 달했을 때 재발행된 것이 빌보드 200 차트의 상위 10위에 올랐다.
《Duran Duran》은 처음에 엇갈린 평가를 받았다. 비평가들은 이 밴드가 동시대 사람들의 눈에 띄지 않는다고 느꼈지만, 일부는 이 싱글들을 칭찬했다. 평론가들은 뉴 로맨티시즘을 이끌었던 현대적인 사운드를 창조했다고 칭찬하면서 회고적인 리뷰는 더 긍정적이다. 그것은 2010년 특별판으로 리마스터링되고 보너스 데모와 라이브 트랙이 포함되어 재발매되었다.

## 배경
어린 시절 친구였던 존 테일러와 닉 로즈는 존의 예술 학교 친구 스티븐 더피와 함께 1978년 잉글랜드 버밍엄에서 듀란 듀란을 결성했다. 이 트리오는 데이비드 보위, 휴먼 리그, 울트라복스, 루 리드, 크라프트베르크의 영향을 받았다. 이 밴드는 1979년 내내 라이브 공연을 했고, 1980년 초까지 존, 로즈, 드러머 로저 테일러, 기타리스트 앤디 테일러의 라인업을 확보했다. 이 시기에 그들은 버밍엄 나이트클럽 럼 러너의 상주 밴드로 고용되었고, 클럽의 소유주인 폴과 마이클 베로우가 그들의 매니저가 되었다.
연극 학생인 사이먼 르 봉은 1980년 5월 듀란 듀란의 리드 싱어로 고용되었다. 르 봉은 처음에 노래를 부르기 위해 고군분투했고, 로즈에 따르면, 리드, 보위, 이기 팝이 섞여 있는 가수에 대한 밴드의 열망에 맞지 않았다. 어린 시절에 시와 이야기를 쓴 그 밴드는 첫 번째 오디션에서 〈Sound of Thunder〉의 가사와 보컬 라인을 작곡했다. 앤디는 한 기자에게 "사이먼은 이 시집을 들고 와서 계속해서 이런 생각들과 멜로디를 생각해 냈습니다. 우리는 마치 '이 사람은 그의 잠재력이 무엇인지조차 모른다'라고 말했습니다. 그 모든 것에는 순수함이 있었습니다." 르 봉, 로즈, 세 명의 테일러 라인업으로 구성된 듀란 듀란의 첫 번째 공연은 1980년 7월 16일 럼 러너에서였다.

## 곡 목록
모든 곡들은 사이먼 르 봉, 앤디 테일러, 존 테일러, 로저 테일러 그리고 닉 로즈에 의해 작사/작곡하였다.
| #  | 제목                  | 재생 시간 |
| -- | --------------------- | --------- |
| 1. | 〈Girls on Film〉     | 3:32      |
| 2. | 〈Planet Earth〉      | 3:57      |
| 3. | 〈Anyone Out There〉  | 4:03      |
| 4. | 〈To the Shore〉      | 3:50      |
| 5. | 〈Careless Memories〉 | 3:56      |

| #  | 제목                 | 재생 시간 |
| -- | -------------------- | --------- |
| 6. | 〈Night Boat〉       | 5:26      |
| 7. | 〈Sound of Thunder〉 | 4:07      |
| 8. | 〈Friends of Mine〉  | 5:46      |
| 9. | 〈Tel Aviv〉         | 5:22      |

## 인증
| 국가                       | 인증        | 판매량/출하량 |
| -------------------------- | ----------- | ------------- |
| 오스트레일리아 (ARIA)      | 플래티넘    | 50,000^       |
| 캐나다 (뮤직 캐나다)       | 2× 플래티넘 | 200,000^      |
| 뉴질랜드 (RMNZ)            | 플래티넘    | 15,000^       |
| 영국 (BPI)                 | 플래티넘    | 300,000^      |
| 미국 (RIAA)                | 플래티넘    | 1,000,000^    |
| ^출하량을 기반으로 한 인증 |             |               |